# Limite de Burke–Schumann
En combustion, la limite de Burke–Schumann est la limite correspondante à une chimie infiniment rapide (nombre de Damköhler tendant vers l'infini). Elle est ainsi nommée d'après S. P. Burke et T. E .W. Schumann en raison de leurs travaux pionniers sur la flamme de Burke-Schumann. La conséquence d'une chimie infiniment rapide est la non-coexistence simultanée du combustible et de l'oxydant, sauf dans couche de réaction infiniment mince,. La structure interne de la couche de réaction est décrite par l'équation de Liñán.

## Description de la limite
Dans une flammen non prémélangée où le combustible et le comburant sont initialement séparés, le mélange des deux se produit à l'échelle de temps du fluide {\displaystyle t_{m}} dictée par les termes de convection/diffusion (l'importance relative entre convection et diffusion dépend du nombre de Reynolds). De même, une réaction chimique possède un temps caractéristique {\displaystyle t_{c}} pour être effective. Pour la chimie irréversible en une étape décrite par la loi d'Arrhenius, ce temps chimique est donné par :
{\displaystyle t_{c}=\left(Be^{\frac {E}{RT}}\right)^{-1}}
où B est le facteur pré-exponentiel, E est l'énergie d'activation, R est la constante universelle des gaz parfaits et T est la température.
Si on définit la valeur de {\displaystyle t_{m}} appropriée pour une configuration d'écoulement donnée le nombre de Damköhler est alors :
{\displaystyle \mathrm {Da} ={\frac {t_{m}}{t_{c}}}=t_{m}Be^{-{\frac {E}{RT}}}}
En raison de la grande énergie d'activation dans la flamme le nombre de Damköhler à la température des gaz non brûlés {\displaystyle T_{u}} est {\displaystyle \mathrm {Da} _{u}\ll 1} car dans ce cas {\displaystyle {\frac {E}{RT_{u}}}\sim 100}. D'autre part, le temps chimique le plus faible est recontré au niveau de la flamme avec une température des gaz brûlés {\displaystyle T_{b}} qui conduit à {\displaystyle \mathrm {Da} _{b}\gg 1}. Quel que soit le nombre de Reynolds, la limite {\displaystyle \mathrm {Da} _{b}\rightarrow \infty } garantit que la réaction chimique est dominante.
Une équation de conservation typique pour le scalaire {\displaystyle \psi } (concentration d'espèces ou énergie) prend la forme suivante :
{\displaystyle {\mathcal {L}}(\psi )=\mathrm {Da} _{b}Y_{F}Y_{O}e^{-{\frac {E}{RT}}+{\frac {E}{RT_{b}}}}}
où {\displaystyle {\mathcal {L}}} est l'opérateur convectif-diffusif et {\displaystyle Y_{F}} et {\displaystyle Y_{O}} sont les fractions massiques du combustible et du comburant, respectivement. Pour que l'expression garde une valeur finie la limite {\displaystyle \mathrm {Da} _{b}\to \infty } implique :
{\displaystyle Y_{F}Y_{O}\to 0}
Le carburant et l'oxydant ne peuvent pas coexister. Du côté carburant {\displaystyle Y_{O}=0} et du côté oxydant {\displaystyle Y_{F}=0}. Le carburant et l'oxygène ne peuvent coexister (avec de très petites concentrations) que dans une fine couche de réaction où {\displaystyle \mathrm {Da} \sim O(1)} : la durée caractéristique du transport par diffusion y est comparable à celle de la réaction. Sa structure est décrite par l'équation de Liñán.